# SuperCalc

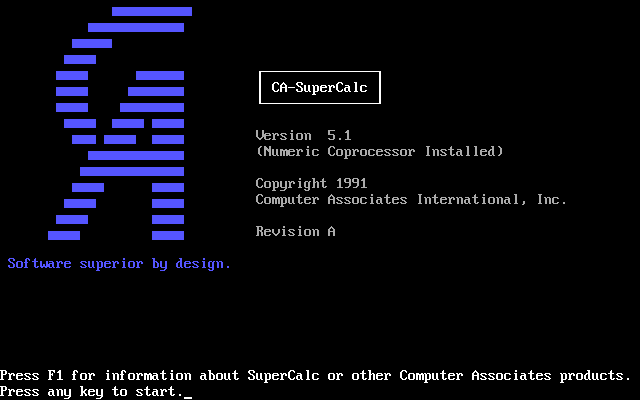
Pantalla de inicio de SuperCalc

SuperCalc fue una hoja de cálculo diseñada por Gary Ballaisen y publicada por Sorcim en 1980, e incluida originalmente (junto con WordStar) como parte del software para CP/M que se entregaba con cada ordenador portable Osborne 1.
Siendo un clon mejorado de VisiCalc, SuperCalc se caracterizó por ser una de los primeras hojas de cálculo capaces de resolver iterativamente una referencia circular (celdas que dependen de los resultados de otras celdas). Deberán de pasar más de 10 años después de la introducción de esta función en VisiCalc, antes de que se implemente en Microsoft Excel, aunque en Lotus 1-2-3, la programación manual de lógica iterativa podía utilizarse para resolver esta cuestión.
Una comparativa entre VisiCalc y SuperCalc es tema de portada en uno de los primeros números de PC Magazine, y en el artículo Best of 1986 de enero de 1987, se dice que si el mercado se gobernara por la razón, SuperCalc debería sustituir a Lotus 1-2-3 como líder del mercado. Pero la aparición de Quattro (tercero en discordia junto a Excel por el liderazgo) y la llegada de Microsoft Windows la relegan a un papel secundario.
El producto se va mejorando e incluye nuevas funcionalidades como comunicaciones por protocolo xmodem, la utilidad Sideways para imprimir hojas grandes, PrivacyPlus para cifrar hojas de cálculo, y la base de datos Silverado.
Se lanzaron versiones de SuperCalc para toda la gama Apple II, PCs ejecutando MS-DOS (la última versión es la 5.5) y, tras la compra de Sorcim por Computer Associates (CA) a mediados de los años 1980, Microsoft Windows (ya con el nombre de CA-SuperCalc).
Amstrad incluye la versión 2.1 para CP/M en varios paquetes para los Amstrad CPC y Amstrad PCW, bien incluida con determinadas ofertas, bien como compra aparte.